# Йеленска Ребер
Йеленска Ребер (на словенски: Jelenska Reber) е село в Словения, регион Средна Словения, община Лития. Според Националната статистическа служба на Република Словения през 2015 г. селото има 34 жители.